# Bech (kommun)
Kommunen Bech (franska: Commune de Bech, luxemburgiska: Gemeng Bech, tyska: Gemeinde Bech) är en kommun i kantonen Echternach i östra Luxemburg. Kommunen har 1 330 invånare (2022), på en yta av 23,31 km². Den utgörs av huvudorten Bech samt orterna Altrier och Rippig.